# Seseli algens
Seseli algens är en flockblommig växtart som beskrevs av Ferdinand von Mueller. Seseli algens ingår i släktet säfferötter, och familjen flockblommiga växter. Inga underarter finns listade i Catalogue of Life.